# 싸만 꾸난
싸만 꾸난 사령관 (태국어: สมาน กุนัน 1980년 12월 23일 ~ 2018년 7월 6일)은 짜샘 (จ่าแซม)로 알려진 태국 해군 특별전 사령부의 전 병사이다. 수완나품 국제공항 태국 공항 공사에서 보안 책임자로 일하기 위해 정부 서비스에서 사임한 후 씨만은 탐루앙동굴에서 수색 및 구조 작업으로 사망했다. 별명 탐루앙동굴 영웅(วีรบุรุษถ้ำหลวง) 을받을 때까지